# Antoni Rubió i Lluch
Antoni Rubió i Lluch (Valladolid, 24 de juliol de 1856 - Barcelona, 9 de juny de 1937) fou un historiador i intel·lectual català, fill del poeta Joaquim Rubió i Ors i d'Elisea Lluch i Garriga, germana del cardenal Joaquim Lluch i Garriga.

## Biografia
Estudià filosofia i lletres a la Universitat de Barcelona, on tingué com a mestres Manuel Milà i Fontanals, Francesc Xavier Llorens i Barba, i fou company d'estudis de Marcelino Menéndez Pelayo.
El 1880 fou nomenat auxiliar de la facultat de lletres de la Universitat de Barcelona i el 1885 fou nomenat catedràtic de literatura general a la universitat d'Oviedo, però aviat fou traslladat a la de Barcelona. El 1889 fou nomenat membre numerari de l'Acadèmia de Bones Lletres de Barcelona.
Des del 1904 fou un dels impulsors dels Estudis Universitaris Catalans, on hi ensenyà literatura catalana i fomentà en els seus deixebles l'interès per la recerca. El 1906 fou vicepresident del Primer Congrés Internacional de la Llengua Catalana. El 1907 presidí els Jocs Florals de Barcelona, i ingressà a l'Institut d'Estudis Catalans, del qual poc després en fou nomenat el seu primer president.
Interessat per la cultura grega, traduí al català i al castellà Anacreont i autors contemporanis seus com Dimítrios Vikelas, Geórgios Viziïnós, Argyris Eftaliotis, Geórgios Drossinis i Dioníssios Solomós. També reuní nombrosa documentació sobre la presència medieval catalana al Ducat d'Atenes i Neopàtria. Fou defensor de les aspiracions territorials gregues sobre Creta, i el 1897, inspirat per Enric Prat de la Riba i en nom de les institucions de la vida civil catalanes, va escriure un manifest d'adhesió a la causa grega. Com a reconeixement, fou nomenat cònsol honorari de Grècia a Barcelona durant vint anys, rebé la condecoració de Cavaller de l'Ordre del Salvador i formà part, com a membre d'honor, de la principal institució científica i cultural d'aquell país, la Societat Filològica Parnassos.
També fou membre numerari de la Reial Acadèmia Catalana de Belles Arts de Sant Jordi, corresponent de la Reial Acadèmia de la Història de Madrid, on tingué com a deixeble Ángel Valbuena Prat, i formà part de diverses corporacions científiques gregues. També fou president del Centre Excursionista de Catalunya. Dins l'Ateneu Barcelonès va ser un soci força actiu en els primers anys del segle xx, impartint conferències sobre literatura catalana.
Casat amb Maria del Pilar Balaguer i Bruguera, filla de Lluís Balaguer i Llord (vegeu fàbrica de cera Ballester) i Elionor, germana de l'hisendat Melcior de Bruguera i de Manning, promotor del Pati Manning de la Casa de la Caritat de Barcelona, varen ser pares de Jordi Rubió i Balaguer.

## Obres
- La expedición y dominación de los catalanes en Oriente juzgados por los griegos (1887)
- Estudio crítico-bibliográfico sobre Anacreonte (1879)
- El sentimiento del honor en el teatro de Calderón (1882)
- Novelas griegas. Traducidas directamente del original (1893)
- Els governs de Matheu de Moncada i Roger de Llúria en la Grècia catalana (1359-1370) (1912)
- La Grècia catalana des de la mort de Frederic III fins a la invasió navarresa (1377-1379) (1920)
- Diplomatari de l'Orient català (1301-1409) (1947)
- Documents per la història de la cultura catalana medieval (1907-21)
  - Volum 1.[7]
  - Volum 2.[8]
- El Renacimiento clásico en la literatura catalana (1889)
- Curial i Güelfa (edició i estudi) (1901)
- Notes sobre la ciència oriental a Catalunya en el XIVè segle (1909)
- Estudi sobre l'elaboració de la Crònica de Pere el Cerimoniós (1910)
- La cultura catalana en el regnat de Pere III (1914)
- Joan I humanista i el primer període de l'Humanisme català (1918)
- Del nombre y de la unidad literaria de la lengua catalana (1930)
- "Necrología de D. Ignacio Ramón Miró, leída en la velada literaria celebrada en el colegio de su nombre el 2 de febrero de 1893 por su autor"

## Llegat
A Barcelona, Reus i a Sant Boi de Llobregat li van dedicar un carrer. L'any 1955, els jardins de l'Hospital de la Santa Creu de Barcelona van ser anomenats Jardins de Rubió i Lluch en honor seu. La Societat Catalana d'Estudis Històrics, filial de l'Institut d'Estudis Catalans va crear el premi Rubió i Lluch en el seu honor per premiar el «millor treball d'investigació sobre història, llengua, literatura, art i arqueologia de les terres catalanes».